# Jean Gilbert
Jean Gilbert (Hamburgo, 11 de febrero de 1879 – Buenos Aires, 20 de diciembre de 1942), cuyo verdadero nombre era Max Winterfeld, fue un músico, director de orquesta y compositor alemán. Además de haber compuesto más de cincuenta operetas, se distinguió como realizador de bandas musicales para películas.

## Primeros años
Gilbert nació en Hamburgo en una familia de músicos; sus antepasados fueron cantores de la comunidad judía, su primo Paul Dessau se convirtió en un famoso compositor y director de orquesta.

## Carrera profesional
Estudió en los conservatorios de Sondershausen y de Weimar y en Berlín lo hizo con Philipp Scharwenka. En 1901 compuso su primera opereta, oportunidad en que comenzó a utilizar el seudónimo de Jean Gilbert. Su obra más exitosa fue Die keusche Susanne o La casta Susana, en español, (1910), que en su adaptación en inglés se llamó The Girl in the Taxi, con libreto de Georg Okonkowski, basado en la obra teatral francesa Le fils à papa de Antony Mars y Maurice Desvallières. La opereta, que está ambientada en Francia, es una desprejuiciada sátira de las pretensiones morales de la burguesía y obtuvo rápido éxito internacional, con versiones en varios idiomas, permitiendo así que Gilbert se trasladara a Berlín para dirigir el teatro Thalia-Theater. La llegada del nazismo al poder obligó a Gilbert, de ascendencia judía, al exilio y así participó de la primera adaptación fílmica sonora de su opereta, La chaste Suzanne dirigida por André Berthomieu rodada simultáneamente en francés e inglés, con la interpretación protagónica del gran Raimu y la bella Meg Lemonnier.
En 1933 emigró a Argentina, donde fue contratado para dirigir la orquesta de Radio El Mundo en tanto continuaba trabajando como director de orquesta y musicalizando películas hasta su fallecimiento ocurrido en Buenos Aires, el 20 de diciembre de 1942. Era primo del compositor Paul Dessau y su hijo Robert Gilbert (1899–1978) también fue compositor.

## Premio
Por el filme Novios para las muchachas la Academia de Artes y Ciencias Cinematográficas de la Argentina le otorgó el premio Cóndor Académico a la mejor partitura original de 1941.

## Filmografía
Compositor
- Die keusche Susanne (1972) (TV) (de la opereta La casta Susana)
- La casta Susana (1963) (de la opereta La casta Susana)
- La casta Susana (1944) (de la opereta La casta Susana)
- El viaje (1942)
- En el viejo Buenos Aires (1942)
- El pijama de Adán (1942)
- Su primer baile (1942)
- Novios para las muchachas (1941)
- La chaste Suzanne (1937)
- Poderoso caballero (1936)
- Doña Francisquita (1934)
- Crisis mundial (1934)
- Una semana de felicidad (1934)
- Zwei Herzen und ein Schlag (1932)
- Eine Stunde Glück (1931)
- La fille et le garçon (1931)
- Nur Du (1930)

Guionista
- Die keusche Susanne (1972) (TV) (opereta)
- Kungen kommer (1936) (opereta Der Gauklerkönig)
- Prinzessin Olala (1928) (opereta)
- Die Geliebte seiner Hoheit (1928) (opereta)
- Die leichte Isabell (1927) (ópera)
- Die keusche Susanne (1926) (opereta La caste Susana)

Banda sonora
- Alraune (1952) (guionista: "Heut' gefall' ich mir")
- Zwei Herzen und ein Schlag (1932) (piezas: "Du wärst was für mich", "Das macht Baby alles mit der Liene")
- Nur Du (1930) (piezas: "Sag' nicht, es ist vorbei", "Tingeling, tingeling, tingeling, Papa! ")

Compositor de canciones
- Love on Wheels (1932)

Actor
- Die keusche Susanne (1926)